# دار جامعة الخرطوم للنشر
دار جامعة الخرطوم للنشر تأسست عام 1967م على غرار دور النشر بالجامعات العريقة، حيث بدأ المشروع بمساعدة من منظمة الأمم المتحدة للتربية والثقافة والعلوم (اليونسكو) وقد برزت هذه الدار كواحدة من كبريات دور النشر الجامعية بالمنطقتين العربية والإفريقية ورائدة لدور النشر السودانية. ظلت الدار ترفد المكتبة السودانية العلمية والثقافية بالجديد من المؤلفات. وبوصفها دار نشر جامعية فقد أولت النشر العلمي عناية خاصة، فضلاً عن النشر الثقافي العام (باللغتين العربية والإنجليزية) حيث نشرت لأبرز رموز الفكر والأدب والثقافة بالسودان وقدمتهم إلى جمهور القرار داخل البلاد وخارجها، ممثلة بذلك منارة حقيقة للإشعاع العلمي والثقافي وعنواناً للجامعة بالداخل والخارج ونافذة يطل منها الكتاب والمؤلفين السودانيين على القراء.

## مهمة جديدة لدار النشر
أنشئت إدارة التعريب والتأليف والنشر بالقرار الإداري رقم 38 لسنة 2010م الذي قضى بدمج إدارة التعريب ودار جامعة الخرطوم للنشر في إدارة واحدة.
أما العمل في مجال التعريب فقد كانت البداية الجادة له بتكوين لجنة عليا للتعريب بالجامعة وفقاً لقرار السيد مدير الجامعة في نوفمبر 1990م، كنتاج لظهور سياسة التعريب بالجامعات. شملت عضوية هذه اللجنة ممثلاً لكل كلية أو معهد أو مركز أو مدرسة على أن يكون من ذوى الأهلية العليا والقدرة على الحركة والاهتمام بقضايا التعريب، على أن يكون نائب المدير عضواً فيها، كما تضمن الأمر تكوين وحدات للتعريب بالكليات المختلفة برئاسة عميد الكلية. حدد الأمر مهام اللجنة المتمثلة في تنفيذ وتنسيق سياسات التعريب وان تكون اللجنة بمثابة حلقة الوصل بين الجامعة والهيئة العليا للتعريب بوزارة التعليم العالي. وكتطور طبيعي صدر قرار أخر من السيد مدير الجامعة بتاريخ: 21/12/1991م قضى بتحويل اللجنة العليا للتعريب إلى إدارة التعريب كما تم تكليف مديرها بالإشراف على تدريس مطلوبات الجامعة حتى تاريخ فصل الإداراتين في 26/7/1998م حيث تكونت إدارة خاصة بمطلوبات الجامعة .
اصدر مدير الجامعة قرار إداري بتاريخ 7/12/2011م بدمج المطبعة مع إدارة التعريب والتأليف والنشر لتصبح دار جامعة الخرطوم للنشر والطباعة والتعريب.